# Faustyn Żuk-Skarszewski
Faustyn Żuk-Skarszewski, herbu Nałęcz (ur. 10 lutego 1819 w Przyszowej, zm. 16 września 1904 tamże) – prawnik, ziemianin, poseł do galicyjskiego Sejmu Krajowego i do austriackiej Rady Państwa.
Uczył się w gimnazjach w Nowym Sączu i Pradze, gdzie uzyskał maturę. Następnie w latach 1837-1842 studiował prawo kolejno na uniwersytetach w Pradze, Lwowie i Wiedniu. Potem pracował w sądownictwie galicyjskim - był stażystą w Sądzie Ziemskim w Tarnowie (1849-1854) potem adiunktem w Sądzie Okręgowym we Lwowie (1854-1855) i Sądzie Okręgowym w Krakowie (1855-1859). W latach 1859–1870 notariusz w Krakowie.
Ziemianin. Od 1866 właściciel dworu w Przyszowej i części wsi Przyszowa. W latach 1868–1869 i 1881-1896 członek Rady Powiatowej, a w latach 1881-1884 prezes Wydziału Powiatowego w Limanowej. 
Poseł do Sejmu Krajowego Galicji I kadencji (15 kwietnia 1861 - 31 grudnia 1866). Wybrany w I kurii (wielkiej własności), z obwodu wyborczego sądeckiego.
Poseł do austriackiej Rady Państwa VI kadencji (7 października 1879 - 23 kwietnia 1885), VII kadencji (22 września 1885 - 23 stycznia 1891) i VIII kadencji (9 kwietnia 1891 - 22 stycznia 1897). Wybierany w kurii I (wielkiej własności) w okręgu wyborczym nr 5 (Nowy Sącz-Jasło-Grybów-Limanowa-Nowy Targ-Gorlice). W parlamencie należał do grupy posłów konserwatywnych (stańczyków) w Kole Polskim w Wiedniu.
Honorowy obywatel Jasła.

## Rodzina
Urodził się w rodzinie ziemiańskiej, syn Michała Erazma (1780-1838) i Antoniny z Wyszkowskich (1794-1848). Miał rodzeństwo: Marcelego Eustachego (1815–1882), Protazego (1820-1882). Ożenił się z Anną z Dunin-Wąsowiczów (1830-1860). Mieli dwóch synów: Adama (1856-1936) i Tadeusza (1858-1933).